# Agabus melanarius
Agabus melanarius är en skalbaggsart som beskrevs av Aubé 1837. Agabus melanarius ingår i släktet Agabus och familjen dykare. Arten är reproducerande i Sverige. Inga underarter finns listade i Catalogue of Life.

## Bildgalleri

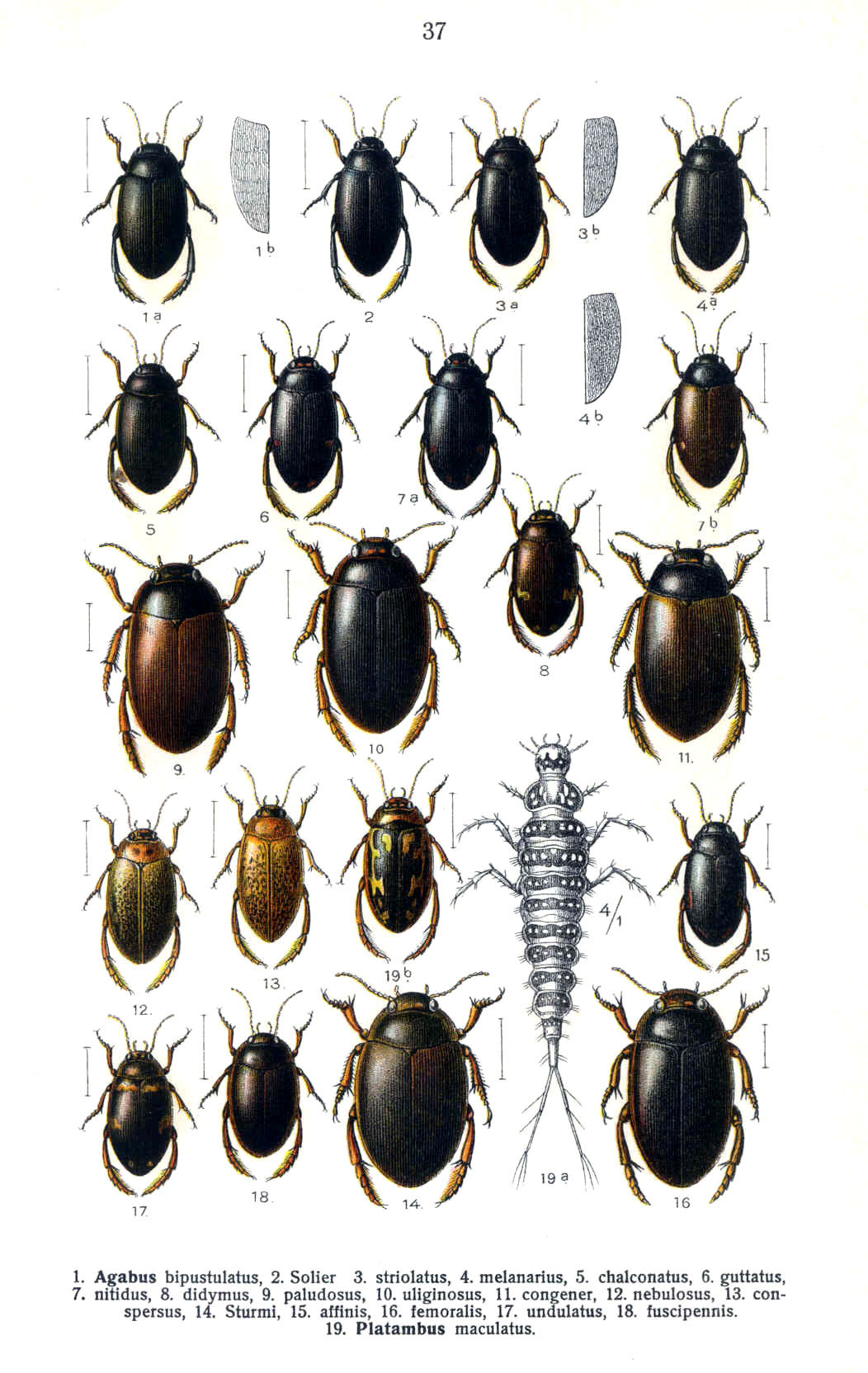
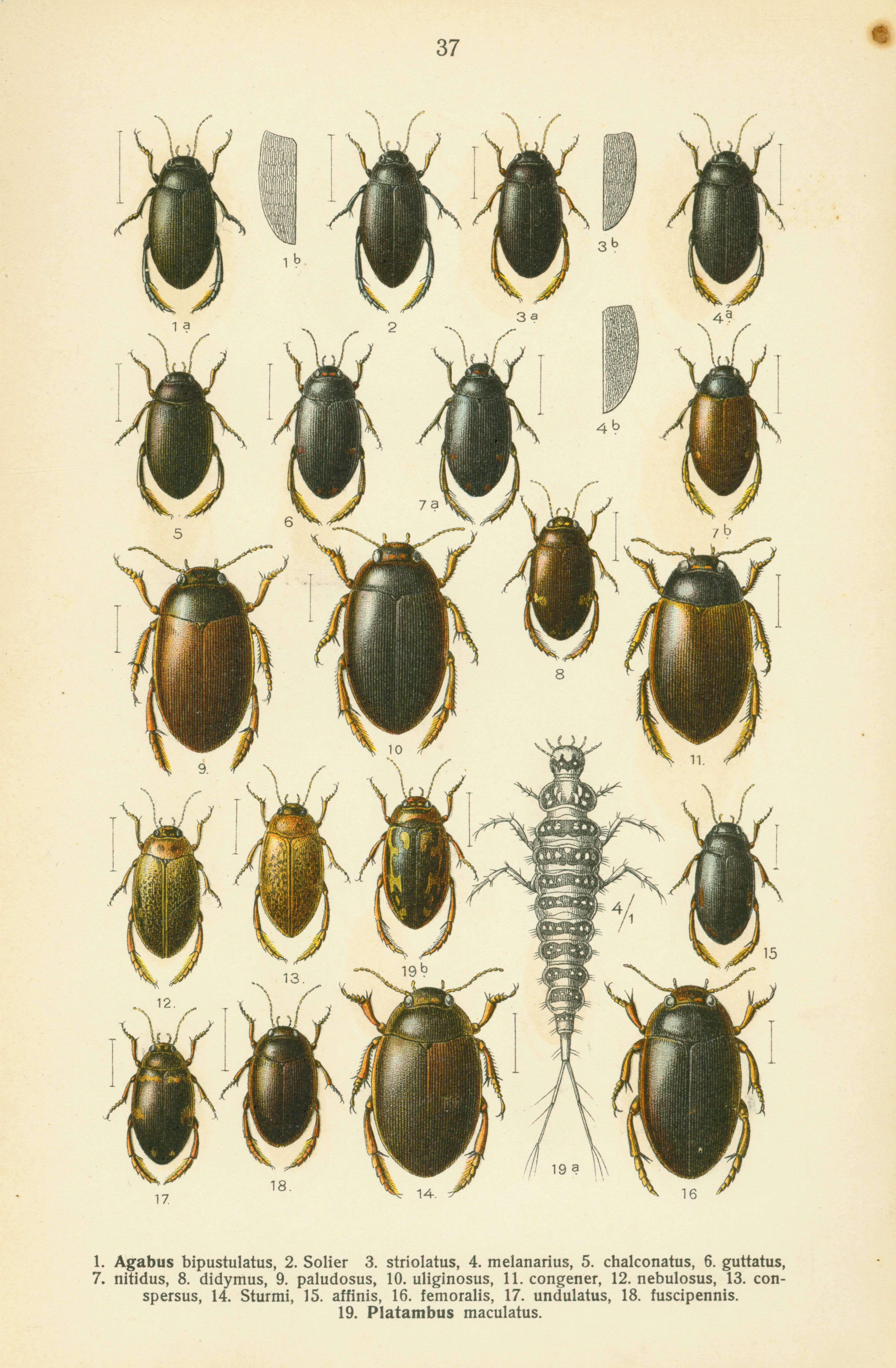